# Mihail Cerchez
Mihail Cerchez (Bârlad, 1838-Iași, 1885) fue un militar rumano que participó en la guerra ruso-turca.

## Biografía
Nacido en Bârlad el 8 de julio de 1838, estudió en la Academia Mihăileană de Iași y posteriormente ocupó un cargo en el departamento de justicia. Ingresó al ejército con el grado de cadete, al cabo de un año fue ascendido a teniente. Después del destronamiento del príncipe Cuza, junto con todos los oficiales del regimiento del general Solomon, entonces coronel, se negó a jurar lealtad al gobierno provisional y no obedeció ni siquiera después de la abdicación del gobernante.
Durante la rebelión independentista de 1877-1878 participó en las batallas de Plevna y Osman Pasha terminó capitulando ante él. Ascendido a general, también se distinguió en la batalla de Smârdan al liderar el ataque. Era miembro de la Sociedad Literaria Junimea, cuando se fundó en Iași. Falleció el 12 de julio de 1885 en Iași.